# Воеводин, Всеволод Петрович
Все́волод Петро́вич Воево́дин (5 [18] марта 1907, Санкт-Петербург — 24 августа 1973, Ленинград) — русский советский писатель и поэт, драматург, сценарист. Член КПСС (с 1951).

## Биография
Учился в Институте истории искусств, окончил четыре курса. С 1927 года жил литературным трудом.
С началом войны поступил на службу в Военно-морское издательство, «…носил морскую форму и состоял на военном довольствии, когда мы уже вовсе отощали. Но вот на каком-то банкете, где выдавали спирт, по сложности характера, наговорил Воеводин своему начальнику чего-то обличительного. И был отчислен. На гражданке он сразу попал в тот голод, в который погружались мы постепенно, — и дистрофия охватила его в короткий срок и сильнее любого из нас». В феврале 1942 года эвакуирован в Ярославль с флегмоной бедра, едва выжил. Работал затем в Алма-Ате, в 1943 году писал очерки для Совинформбюро в Москве, в 1944 году вернулся в Ленинград. Работал старшим редактором Детгиза, затем Ленинградского отделения издательства «Советский писатель» (1949—1951).
В конце 1940-х годов на почве алкоголизма у него развилась мания преследования, он был помещён в психиатрическую лечебницу.
Евгений Шварц вспоминал:
А мне казалось ещё к тому же, что душа его — темна. Говорил он всегда тихо, до крайности тихо. И всё поглядывал в сторону. Но при этом не слушал тебя. За его тихой речью, следовательно, скрывалась уверенность в себе. Что-то в нём все время скрывалось да заключалось.

## Творчество
В 1922 году вышла первая книга — сборник стихов «Расцвет души», в 1923 — «Prima vera».
В соавторстве с Е. Рысс написал комедии «Небылицы» (1930), «Напрасные обиды» (1940) и другие, а также приключенческие повести «Слепой гость» (1938) и «Буря» (1939), сценарии фильмов «Дальнее плавание» и «Женитьба Яна Кнукке».
В 1941 году в качестве сценариста участвовал в выпуске «Боевого киносборника № 2».
Автор сборника рассказов «Бой продолжается» (1942), повестей «Живописец Билетников» (1948) и «Повесть о Пушкине» (1949), романа «Покоя нет. История одной любви» (1961).

## Интересные факты
Отец писателя Евгения Воеводина, который в 1964 году в качестве секретаря Комиссии по работе с молодыми авторами при Ленинградском отделении Союза писателей СССР выступил свидетелем обвинения на процессе по делу о «тунеядстве» Иосифа Бродского.
После этого по стране стала ходить эпиграмма Игоря Ринка: "Чувствуешь ли, родина, / Нестерпимый зуд? / То два Воеводина / По тебе ползут".

## Награды
- Орден «Знак Почёта» (1967)[5]